# Puhlsee
Das Naturschutzgebiet Puhlsee liegt im Landkreis Havelland in Brandenburg. 
Das etwa 68,1 ha große Naturschutzgebiet mit der Kennung 1117, das mit Verordnung vom 11. Februar 1997 unter Naturschutz gestellt wurde, erstreckt sich nördlich von Steckelsdorf und westlich der Kernstadt Rathenow. Südlich des Gebietes verläuft die Landesstraße L 96, östlich fließt die Havel. Westlich erstrecken sich der Steckelsdorfer See und das 70,5 ha große Naturschutzgebiet Trittsee-Bruchbach.